# Suaire (comics)
Pour les articles homonymes, voir Suaire.
Le Suaire (Shroud) est un personnage de fiction, un super-héros appartenant à l'univers de Marvel Comics. Créé par Steve Englehart et Herb Trimpe, il apparaît pour la première fois dans le comic book Super-Villain Team-up #5 de 1976.

## Biographie du personnage
À l'âge de 10 ans, l'enfant qui allait devenir le Suaire fut le témoin de meurtre de ses parents. Il choisit de combattre le crime pour le restant de ses jours. On ignore son nom mais deux identités circulent : Maximilian Quincy Coleridge, et Max. Après l'université, voyagea en Asie et rejoignit une secte nommée le Culte de Kali, où il étudia différents arts martiaux pendant 7 ans. À la fin de son parcours, il subit le Baiser de Kali. On lui posa sur les yeux un tison incandescent.
Après un long séjour à l'hôpital, il réalisa que le Baiser lui avait conféré des pouvoirs mystiques. Il repartit aux États-Unis et adopta l'identité du Suaire, justicier vêtu de noir.
Sa première apparition en tant que héros prit place en Latvérie, où il combattit le tyran Fatalis, alors allié de Crâne Rouge. C'est Captain America qui le sauva, le récupérant blessé dans une navette perdue dans l'espace. Mais le Suaire y avait passé trop de temps, et était devenu à moitié fou. 
Après avoir été soigné, il découvrit qu'il pouvait puiser dans la Dimension Noire. Il s'établit à Los Angeles où il créa l'Équipe de nuit et se forgea une réputation de criminel, dans le but de détruire le mal de l'intérieur. Il négocia avec les Vengeurs de la Côte Ouest pour que ces derniers le laissent tranquille. Mais un jour, l'Équipe de Nuit sans son leader attaqua les Vengeurs, et les relations avec le Suaire se tendirent.

### Civil War
Le Suaire eut une relation avec la Spider-Woman Julia Carpenter. Ne voulant pas s'enregistrer, tous deux tentèrent de fuir les commandos du SHIELD, lors de Civil War. Le Suaire fut capturé. Il fut libéré et participa à la bataille finale, aux côtés de Captain America.
On le revit plus tard dans le crossover Shadowland (en), allié au Paladin contre la pègre de NYC.

## Pouvoirs et capacités
- Le Suaire est aveugle, mais il possède un sens unique de la perception, lui permettant de "voir" ce qui se passe autour de lui, dans un rayon de 30m, même s'il se trouve derrière un mur.
- Il peut ouvrir un passage dans la Dimension Noire, et attirer cette énergie spéciale autour de lui, pour la modeler et la contrôler, par simple volonté mentale. Aucune lumière ne peut traverser cette force. Il peut remplir une pièce en quelques secondes. S'il tombe inconscient, l'énergie obscure disparaît.
- Son contrôle sur l'énergie lui permet de la modeler avec précision, comme cacher uniquement les pupilles de ses adversaires, de la façon la plus discrète qui soit.
- Le Suaire est un athlète de niveau olympique, un spécialiste de l'infiltration et un expert en arts martiaux.
- La cape du Suaire est équipée d'un petit jetpack lui permettant de planer, grâce à une sorte de toile de parachute.
- Le Suaire possède de solides notions d'investigation et de pistage.